# 五分錢救援行動
五分錢救援行動是在第四次中东战争期间，美國對以色列空運軍事物資的援助行動。1973年10月14日至11月14日，美國空軍軍事空運司令部在32天內，用C-141和C-5運輸機運送了22,325噸軍事物資，包含坦克、大砲、彈藥和補給品等戰略資源。:88在美國的協助下，以色列得以贏得贖罪日戰爭，免於滅國的危險。
因為美國此救援行動，嚴重激怒了阿拉伯國家，阿拉伯國家聯合對美國實行徹底的石油禁運，造成美國油價暴漲，導致1973年石油危機。此行動影響了美國政治和戰略政策，尤其是關於中東的政策，此外，該行動徹底改變了美國與沙特阿拉伯的關係。

## 背景
埃及和敘利亞在贖罪日戰爭初期的攻勢使以色列國防軍遭受大量戰損，以色列急需補給軍火武器，否則戰局將面臨崩潰。除開裝備的受損以及需要補充的零件以外，以色列彈藥儲備量也下降到非常危險的層次。以色列歷經多次戰爭，對於需要的彈藥儲存量有很好的經驗，可是這一次的戰鬥的消耗量遠遠高於過去的任何一場戰鬥，而且以色列使用的多種火炮彈藥尚未具備生產能力，導致彈藥的供應會面臨斷炊的危機。在美國運輸展開前，以色列的105毫米彈藥儲存量一度下降到只能夠維持48小時。除此之外，開戰當時的狀況，超過預期的消耗量所衍生的心理壓力和恐慌，也是促使以色列積極要求美國協助的原因之一。

## 經過

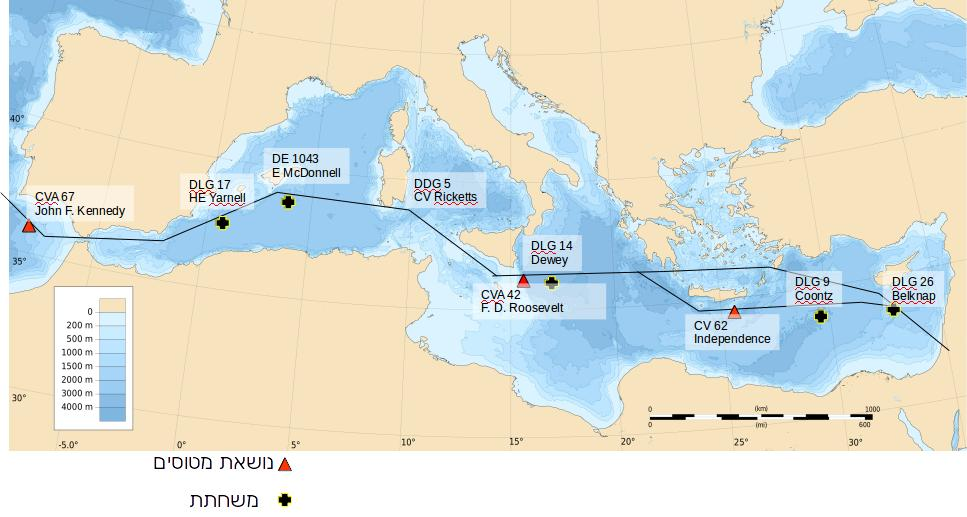
五分錢空運路線圖。

### 求救
1973年10月9日，以色列总理果尔达·梅厄向國際呼籲懇求援助，然而歐洲國家全都拒絕，只有美國總統理察·尼克森答應支援以色列—尤其是蘇聯也開始支援阿拉伯國家軍火的情況下。美國向許多商務航空公司接觸，希望幫忙運載軍火至以色列，但航空公司都害怕戰後遭阿拉伯國家抵制，因此全都拒絕了。只有以色列的國家航空公司El Al願意協助，並從10月10日開始運載，然而EI AI的那些客運飛機根本沒有足夠的運載能量將所需的大量軍火及時運達。此外，這些民航機無法運送大型裝備，譬如火炮或者是坦克。在裝卸的效率上也遠不如軍用運輸機，儘管如此，這些運輸還是勉強的為以色列的作戰多爭取的一點時間。
美國政府本身沒有立即展開軍事空運的主要原因在於美國高層政治鬥爭。尼克森總統當時因水門案而無法分身，因此將協調的作業全部交給國務卿季辛吉負責。季辛吉除了穿梭各國展開外交折衝之外，為了爭取日後的政治籌碼，在運輸作業上該由誰負責等政治責任與功勞方面與國防部長斯勒辛格發生拉鋸戰。雙方的立場都相當堅定，毫不相讓，即使以色列已經發出多次緊急請求下，僵持的局面也無法打開。連日應付各方政治輿論壓力的尼克森總統也未能適時介入，解開這些衝突。
美國空軍面臨最大的技術問題是所有現役的運輸機都沒有空中加油設備，這表示除非找到中途降落加油與更換組員的機場，美國空軍將無法擔任空中運補的工作，而經由海上運輸的提議是無法讓以色列接受的。由於政治上害怕阿拉伯國家抵制的問題還未解決，歐洲的盟國都拒絕讓這些運輸飛機中途降落加油，甚至拒絕讓這些飛機飛過他們的領空。最後只有葡萄牙願意協助，因此葡萄牙的拉日什機場成了整個運輸行動的基地。由於其他歐洲國家的要求，原本就停留在這些國家的運輸機也得飛回拉日什，很快的每天便有超過30架飛機通過拉日什，為了容納這些飛機行動，機場迅速擴建到能容納1,300人住宿，甚至連在二戰時建立的兵營也派上用場。
最早的規劃是由美國空軍的運輸機將物資送到拉日什機場，然後由以色列自己將物資送回去，以避免美國介入或者是其他的政治問題。這個規劃在運輸行動尚未開始前就被認為行不通而放棄，因此所有的運輸機會在拉日什停留之後，遵循非常嚴格規劃的航線飛往以色列。

### 下令支援

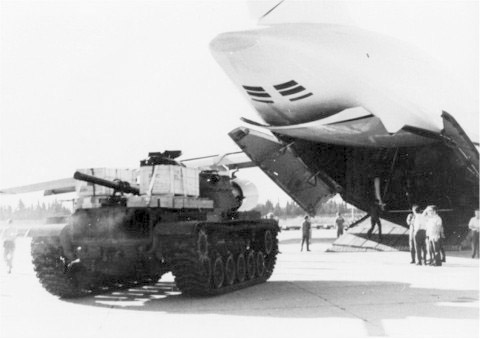
美國空軍在五分錢救援行動期間，C-5運輸機空運M60巴頓戰車給以色列

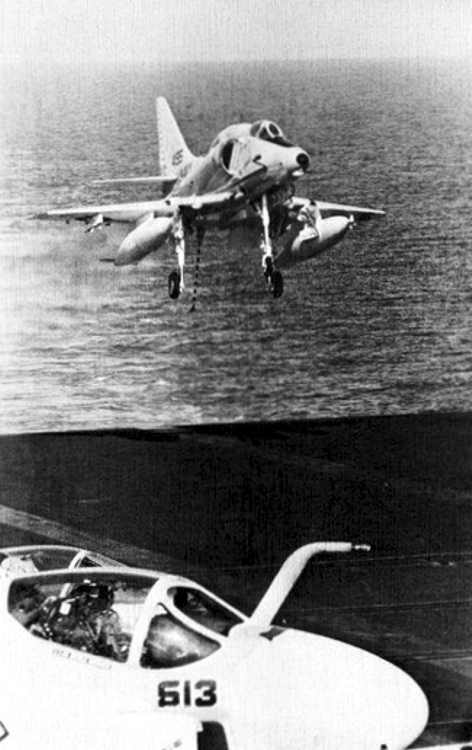
1973年10月，一架 A-4天鷹式攻擊機在罗斯福号航空母舰上着陆。

到了10月14日，尼克森決定援助不能再耽擱下去了，下令美國空軍「把所有能飛的玩意都飛往以色列！」。這項名為五分錢救援行動（Operation Nickel Grass）的任務於是展開，接下來9個小時裡，大量C-141和C-5運輸機已經開始飛往以色列。
在葡萄牙至以色列的航線上，運輸機沿著極度精確的航線飛行穿過地中海，航線的南邊有敵方的阿拉伯國家、北邊則是拒絕開放領空的歐洲國家，任何偏離的飛機，尤其是進入埃及領空，都無法保證會不會被擊落，因此護航是必要的，美軍第六艦隊與以色列的戰鬥機共同擔任護航的工作，直到運輸機平安抵達以色列本-古里安国际机场為止。雖然與阿拉伯國家戰鬥機的接觸報告很多，不過直到戰爭結束前，沒有任何一架運輸機受到騷擾。
到達以色列的軍火很快被卸載並直接送往前線，有些彈藥在發射出去的時候，甚至還是冰冷的。美國方面很擔心任何運輸機在地面的時候或者是軍火在機場範圍內受到任何攻擊而引發無法估計的損失，不過在這一段時間當中，並沒有預期中的攻擊發生，也沒有運輸機受到攻擊而損失。
並非所有軍火都是以運輸機送到以色列的。在開戰的頭幾天裡，以色列空軍損失了大量戰機，被阿拉伯國家所部署的各種地對空飛彈擊落或擊傷。因此以色列向美國買下36架F-4幽靈戰鬥機，由船運往以色列，並馬上投入戰場。
除了補充以色列消耗的裝備與彈藥以外，美國還提供以色列一些新裝備：小牛飛彈、百舌鳥飛彈與拖式飛彈，其中百舌鳥飛彈的使用被埃及指責有美國空軍的飛行員直接介入戰爭。

### 結果
直到10月24日戰爭結束為止，這項行動讓以色列在戰爭的緊要關頭，能夠迅速補充初期損失的裝備，因此這項行動有時也被稱為“救了以色列一命的行動”。

## 影響
五分錢救援行動激怒了阿拉伯國家，OPEC中的阿拉伯成員國宣布將限製或停止向美國和其他國家運送石油。這個結果使得油價暴漲，造成1973年石油危機。
此軍事行動凸顯出美國空運能力嚴重不足，如果沒有像葡萄牙海外基地的幫助，空運將無法完成。因此，美國決定提升空中加油能力，增加運輸機長途飛行能力。比如將C-141A運輸機升級為C-141B運輸機，後者增加了空中加油的空間。